# Herman Wrangel
Herman Wrangel (1584 o 1587 – 11 dicembre 1643) è stato un nobile e generale svedese.
Nato dall'illustre famiglia baltico-tedesca dei Wrangel, fu nominato feldmaresciallo nel 1621, consigliere privato nel 1630 e governatore generale della Livonia nel 1643. Fu il padre di Carl Gustaf Wrangel.